# سيرانو
سيرانو هي بلدية (بلدة) في مقاطعة نوفارا في منطقة بيدمونت الإيطالية ، وتقع على بعد حوالي 90 كيلومتراً (56ميل ) شمال شرق تورينو وحوالي 14 كيلومتر (9 ميل)جنوب شرق نوفارا .
تقع مدينة سيرانو على حدود البلديات التالية: أبياتيجراسو ، وبوفالورا سوبرا تيسينو ، وكاسولنوفو ، وماجينتا ، وروبيككو سول نافيجليو ، وسوزاجو ، وتريكات .
يُعرف رسام عصر النهضة جيوفاني باتيستا كريسبي باسم إيل سيرانو لأنه أقام هنا.

## روابط خارجية
- الموقع الرسمي